# ناليني أنانترامان
ناليني أنانترامان (بالفرنسية: Nalini Anantharaman)‏ وهي عالمة فرنسية في الرياضيات ولدت في 16 شباط / فبراير عام 1976 وحاصلة على شهادة الدكتوراه والعديد من الجوائز الأخرى كجائزة هنري بوانكاريه عام (2012)

## حياتها الشخصية
ولدت ناليني أنانثرامان في باريس في عام 1976 وكان ابويها عالمين بالرياضات وأستاذين في جامعة أورلينز. وبحلول عام 1994دخلت ناليني جامعة إيكول نورمال سوبيريور وفي عام 2000 أكملت شهادة الدكتوراه في جامعة بيير وماري كوري في باريس بأشراف الاستاذ فرانسوا ليدرابييه. عملت ناليني بدرجة أستاذ مشارك بجامعة إيكول نورمال سوبيريور وكذلك بجامعة المدرسة المُتعددة التكنولوجيّة أو( البولتيكنيك). أصبحت ناليني أستاذاً في جامعة باريس الجنوبية عام 2009 بعد ان قضت بعض الوقت في جامعة كاليفورنيا في بيركلي في السنة التي سبقت زيارة الاستاذ ميلر. عملت ناليني من شهر كانون الثاني/ يناير حتى شهر حزيران/ يونيو من عام 2013 في معهد الدراسات المتقدمة بجامعة برنستون أما الآن فهي تعمل كأستاذ بجامعة ستراسبورغ. وفازت عام 2012 بجائزة  هنري بوانكاريه بمجال بالعلوم الرياضية وشاركها الجائزة كلاً من فريمان دايسون وبيري سايمون وسيدة فرنسية تدعى سيلفيا السرفاتي و كانت أنانثرامان قد أدرجت بسبب عملها على فوضى الكم والنظام التحريكي ومعادلة شرودنغر، بما في ذلك التقدم الملحوظ في مشكلة quantum unique ergodicity. فازت عام 2011 بجائزة سالم عن عملها على متسلسلة فورييه وتسلمتها في جامعة ستراسبورغ، وكذلك حصلت عام 2011 على جائزة جاك هيربراند الكبرى من الاكاديمية الفرنسية للعلوم. انتخبت ناليني عام 2015 لتصحب عضوا في الاكاديمية الاوربية وفي عام 2018 كانت ناليني مدعوة آنَذاك لألقاء كلمة في المؤتمر الدولي لعلماء الرياضيات. حصلت ناليني في نفس العام على جائزة إنفوسيس في فئة العلوم الرياضية عن عملها على فوضئ الكم، وتعتبر هذه الجائزة أكبر جائزة نقدية في الهند في مجال العلوم والبحوث.
فازت ناليني أنانثرامان بجائزة هنري بوانكاريه للفيزياء الرياضية بالمشاركة مع فريمان دايسون وباري سيمون وزميلتها الفرنسية سيلفيا سيرفاتي، ونالت أنانثرامان الجائزة عن عملها في «مجال الفوضى الكمومية، والأنظمة الديناميكية ومعادلة شرودنجر، بما في ذلك تقديمها لحلول هامة في بعض مشاكل ميكانيكا الكم». وفي عام 2011 فازت بجائزة سالم التي تمنح عن العمل المرتبط بسلسلة فورييه، كما حصلت على جائزة جاك هيربراند الكبرى من الأكاديمية الفرنسية للعلوم في عام 2011، وفي عام 2015 انتخبت عضواً في الأكاديمية الأوروبية، وكانت متحدثة عامة في المؤتمر الدولي لعلماء الرياضيات عام 2018.
وفي عام 2018 فازت بجائزة إنفوسيس عن فرع العلوم الرياضية، وهي واحدة من أرفع الجوائز في مجال العلوم والأبحاث التي تمنح في الهند، عن عملها في مجال ميكانيكا الكم.